# 33e régiment d’infanterie

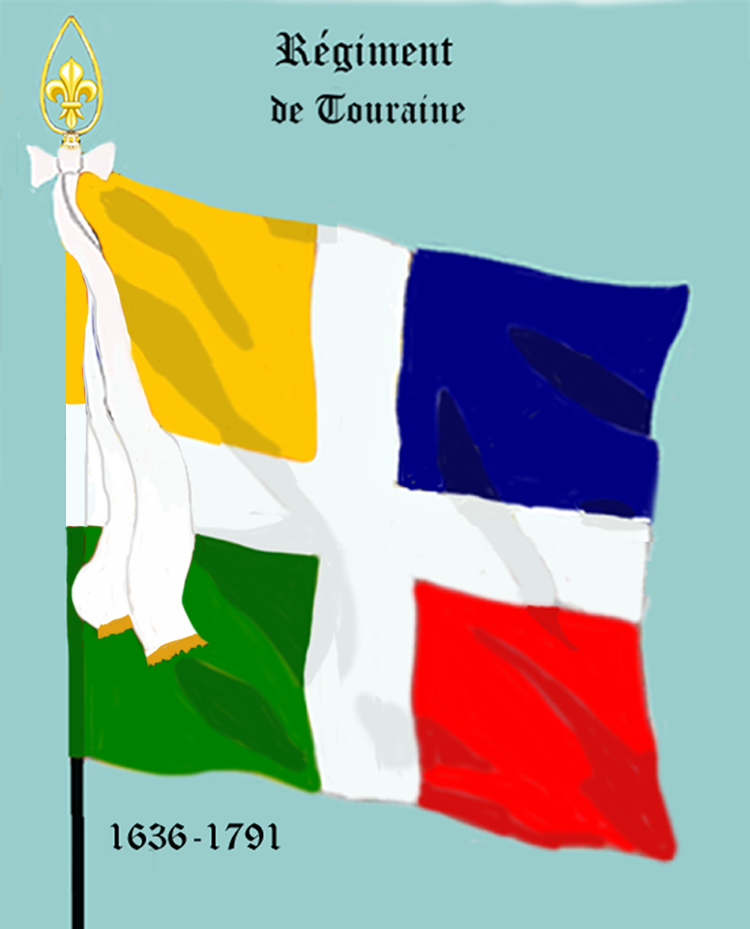
Regimentsfahne 1636 bis 1791

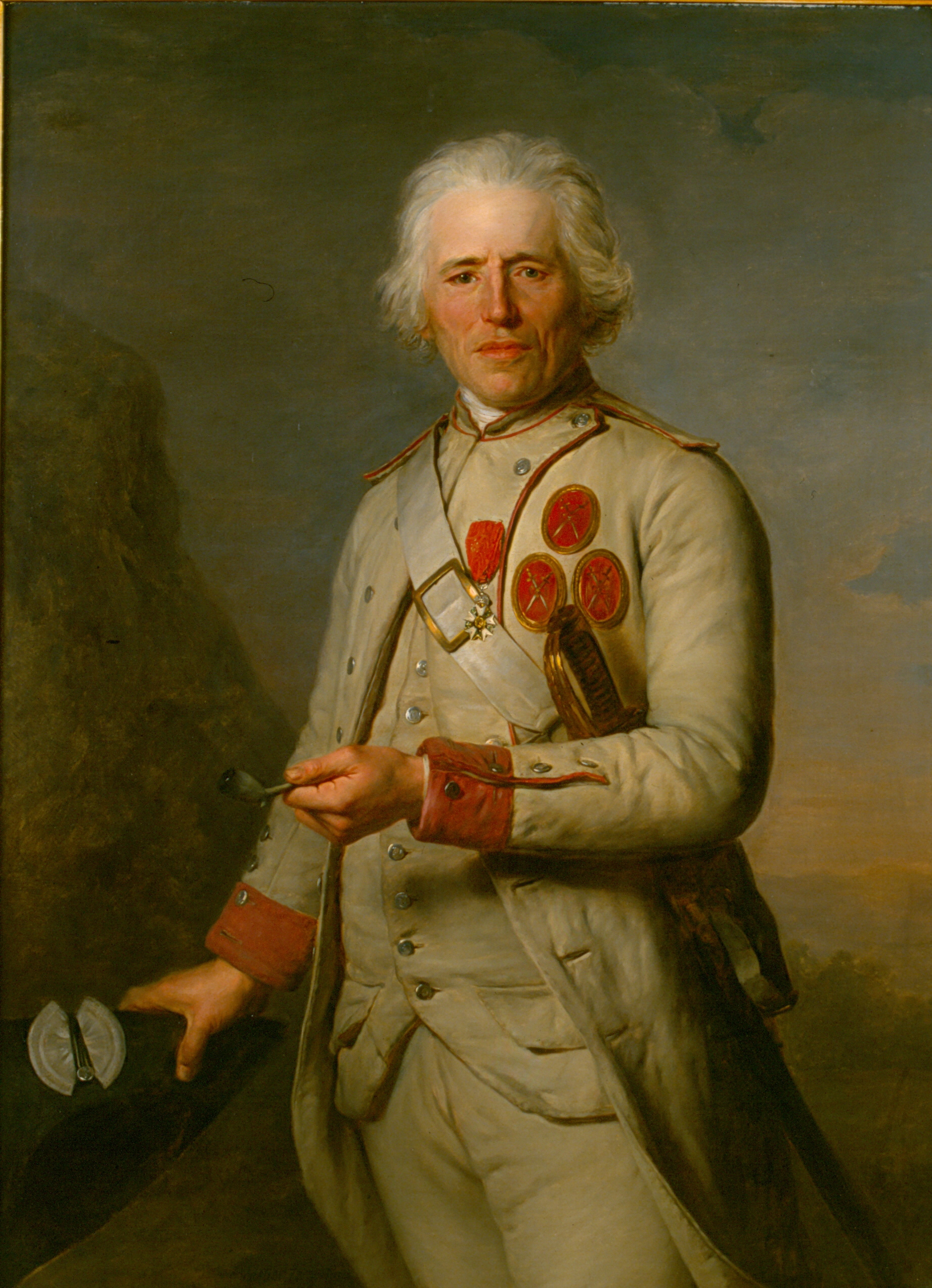
Der Füsilier Jean Thurel; er diente 75 Jahre aktiv im Regiment

Das 33e régiment d’infanterie (33e RI) war ein Verband der französischen Infanterie. Das Regiment zeichnete sich seit seiner Aufstellung in allen Kriegen mit französischer Beteiligung bis zum Ersten Weltkrieg aus. Es existiert heute nicht mehr.
Vor der Einführung der Nummerierung der Regimenter am 1. Januar 1791 führte es in der königlich französischen Armee zuletzt den Namen Régiment de Touraine.

## Aufstellung und signifikante Änderungen
1625 befahl König Ludwig XIII. dem Maréchal de Bassompierre, bei seinem Aufenthalt in Angers den dortigen Gouverneur, den Baron du Plessis-Joigny, dazu zu bringen, auf eigene Kosten ein Regiment Infanterie aufzustellen. Der Baron du Plessis-Joigny nahm daraufhin eine ältere Garnisonskompanie, die schon seit langem im Schloss Angers lag, und warb dazu neun weitere Kompanien an. Er konnte sein Amt als Mestre de camp erst am 29. April antreten, das eigentliche Patent datiert allerdings auf den 25. Januar 1625.
- 29. April 1625: Aufstellung als Régiment de Plessis-Joigny mit Errichtungsdatum 25. Januar 1625
- Oktober 1632: Umbenennung in Régiment de Sainte-Offange
- 19. Juli 1635: Umbenennung in Régiment de La Frézelière
- Mai 1636: Umbenennung in Régiment de Touraine (nach der Provinz Touraine)[2]
- Dezember 1650: Umbenennung in Régiment d’Amboise
- 1653: Umbenennung in Régiment de Kercado
- 1. Juli 1654: Umbenennung in Régiment de Chambellay
- 1667: Umbenennung in Régiment de Montaigu
- 1673: Umbenennung in Régiment de Touraine
- 14. November 1691: Drei Kompanien mussten zur Aufstellung des Régiment de Chartres abgegeben werden.
- 1762: Eingliederung des Régiment de Flandre
- 1776: Aufteilung, das 2. und 4. Bataillon wurden zur Aufstellung des Régiment de Savoie-Carignan abgegeben.
- 1791: Umbenennung in 33e régiment d’infanterie de ligne

- 1793: Erste Heeresreform. Das Regiment wurde als 1er bataillon „ex Touraine“ zur 65e demi-brigade de bataille und als 2e bataillon „ex Touraine“ zur 66e demi-brigade de bataille abgestellt. Damit endete zunächst der Regimentsverband und auch die Traditionslinie.

- 1803: Umbenennung der „33e demi-brigade d’infanterie de ligne“[3] in 33e régiment d’infanterie de ligne (de facto Weiterführung der Regimentstradition)

### Zusammensetzungen
- Mai 1636: verstärkt auf 20 Kompanien
- 10. Februar 1638: verstärkt auf 30 Kompanien
- 1. Mai 1681: aufgestockt um ein Bataillon zu 15 Kompanien
- 15. September 1684: reduziert auf ein Bataillon mit 15 Kompanien Infanterie und einer Kompanie (oder zwei?) Grenadiere
- 14. November 1691: Drei Kompanien von „Touraine“ wurden zur Aufstellung des Régiment de Chartres abgegeben.
- 26. Januar 1701: Aufstockung um ein Milizbataillon

## Mestres de camp/Colonels
Mestre de camp war von 1569 bis 1661 und von 1730 bis 1780 die Rangbezeichnung für den Regimentsinhaber und/oder für den mit der Führung des Regiments beauftragten Offizier. Die Bezeichnung „Colonel“ wurde von 1721 bis 1730, von 1791 bis 1793 und ab 1803 geführt.
Nach 1791 gab es keine Regimentsinhaber mehr.
Sollte es sich bei dem Mestre de camp/Colonel um eine Person des Hochadels handeln, die an der Führung des Regiments kein Interesse hatte (wie z. B. der König oder die Königin), so wurde das Kommando dem „Mestre de camp lieutenant“ (oder „Mestre de camp en second“) respektive dem „Colonel-lieutenant“ oder „Colonel en second“ überlassen.
- 29. April 1625: Timoléon de Congressans, baron du Plessis-Joigny (1632 bei Haguenau gefallen)
- Oktober 1632: Philippe de La Poeze, baron de Sainte-Offange (im Juni 1635 im Veltlin gefallen)
- 19. Juli 1635: Isaac Frezeau, marquis de La Frezelière (1639 vor Hesdin gefallen)
- Juli 1639: Antoine de Neuilly d’Amboise
- Dezember 1650: Charles-Jules de Neuilly d’Amboise
- 1653: N. Le Sénéchal, comte de Kercado
- 1. Juli 1654: François Sidrac de Chambellay
- Mai 1667: Marquis de Montaigut
- 1673: François Frézeau, marquis de La Frézelière
- August 1675: ? Frézeau, chevalier de La Frézelière
- 23. September 1680: Jean de Bonnac, marquis d’Usson
- 30. Januar 1691: de Courchamp, comte d’Igny
- 18. Februar 1703: Jean-Baptiste Desmarets, comte de Maillebois
- 15. März 1717: Charles-François de Montmorency, duc de Luxembourg
- 16. April 1738: Charles-François-Christian de Montmorency-Luxembourg, prince de Tingry
- 8. Juni 1744: Charles Anne Sigismond de Montmorency-Luxembourg, duc d’Olonne
- 1. Februar 1749: Anne-François, duc de Montmorency
- 20. Juni 1761: Louis-François-Joseph, comte de Montmorency-Logny
- 3. Januar 1770: Anne-Alexandre-Marie-Sulpice-Joseph de Montmorency, marquis Laval
- 26. April 1775: ?
- 29. Juni 1775: Claude-Anne, marquis de Saint-Simon-Maubleru
- 13. April 1780: Henri-François Liamart, vicomte de Poudenx
- 10. März 1788: André Boniface Louis Riquetti de Mirabeau
- 25. Juli 1791: Jean-Louis Rambaud de Maillou
- 23. März 1792: Louis-François-Hector d’Haudoire d’Aigreville
- 17. August 1792: Guillaume Charlot

(…)
- 1807: Colonel Étienne François Raymond Pouchelon
- 1849: Colonel Bouat
- 1863 bis 1870: Colonel Bounetou
- 1871 bis 1877: Colonel Pierre Louis Emile Alexandre Baron Strolz
- 1877 bis 1887: Colonel Adeler
- 1887 bis 1889: Colonel Wasmer
- 1889 bis 1892: Colonel Courbassier
- 1892 bis 1895: Colonel Belle
- 1895 bis 1900: Colonel de Billy
- 1900 bis 1905: Colonel d’Or
- 1905 bis 1907: Colonel Souchiez
- 1907 bis 1908: Colonel Collas
- 1908 bis 1911: Colonel Jacques Schwartz
- 1911 bis 1914: Colonel Philippe Pétain
- 1914 bis ?: Lieutenant-colonel Stirn

## Ausstattung in der königlichen Armee

### Fahnen

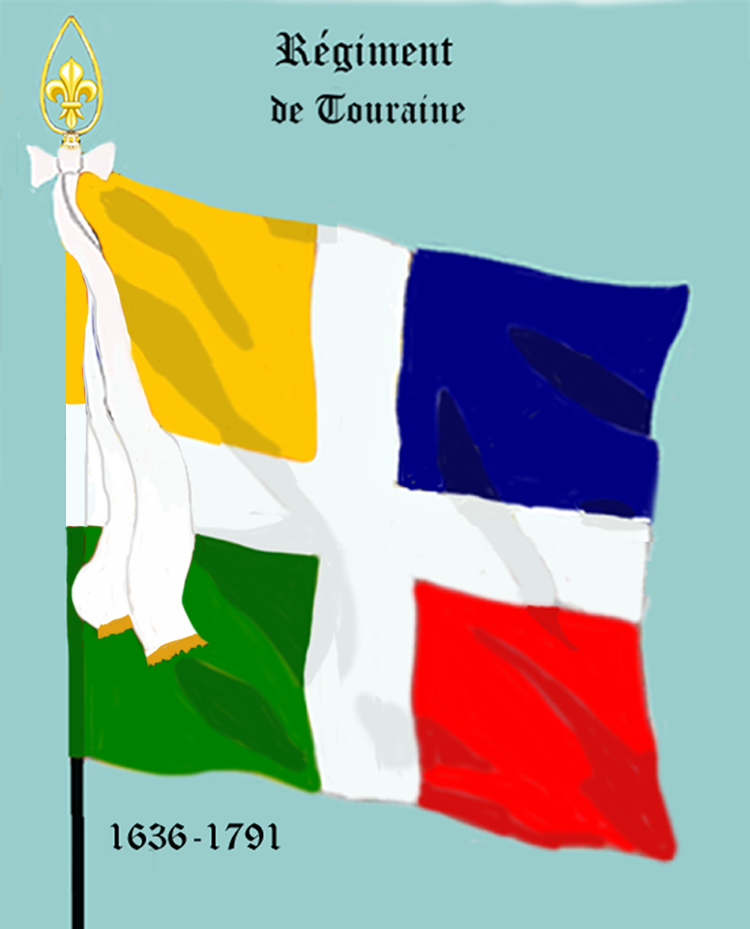
Régiment de Touraine und aller Vorgängerverbände seit 1625

### Uniformierung

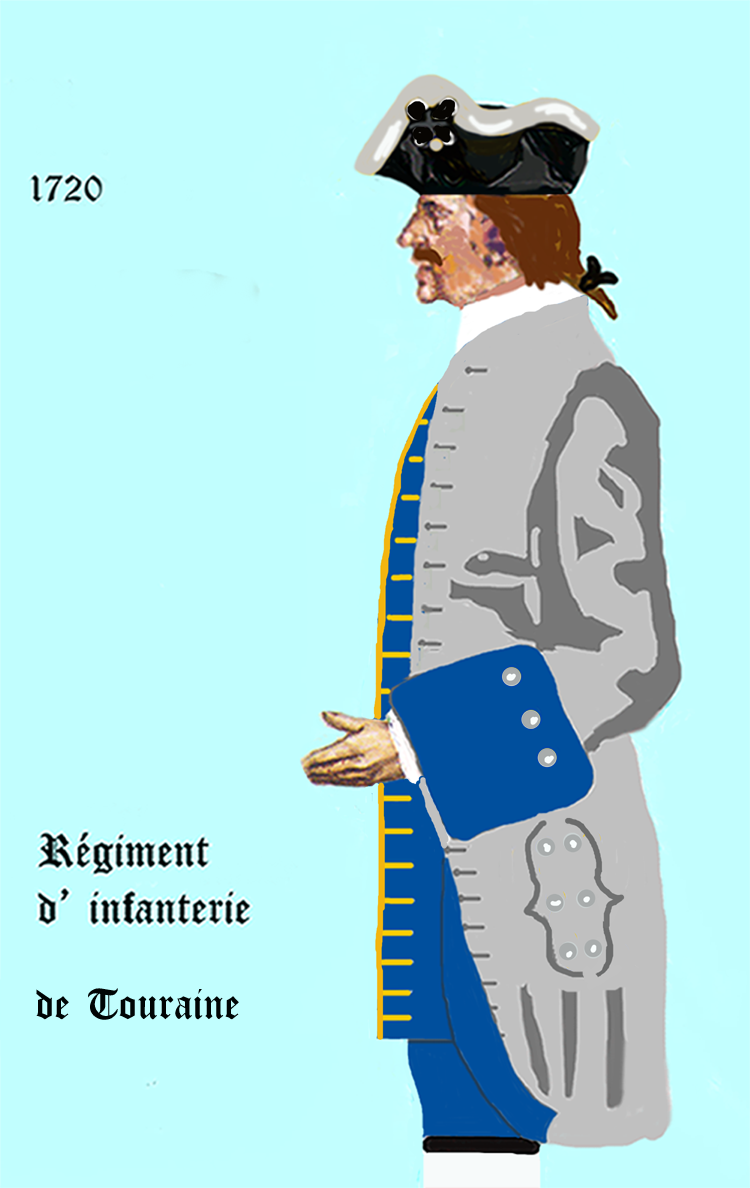
Régiment de Touraine 1720–1734
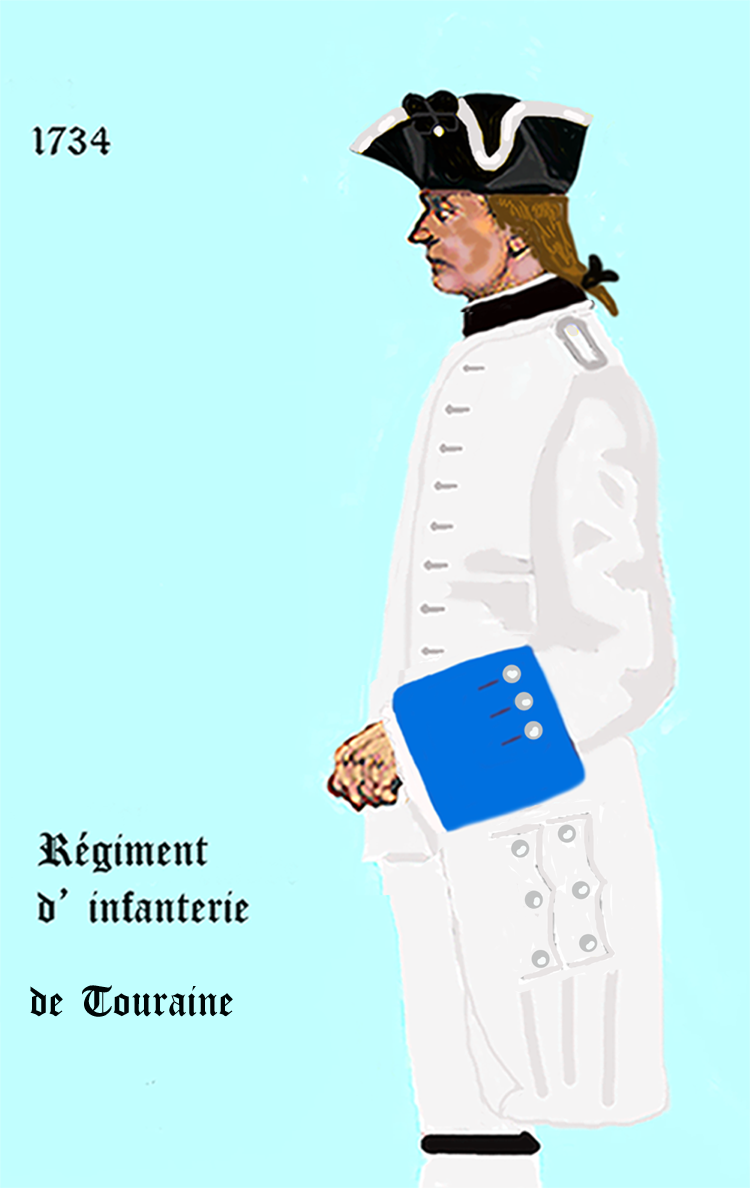
Régiment de Touraine 1734–1757
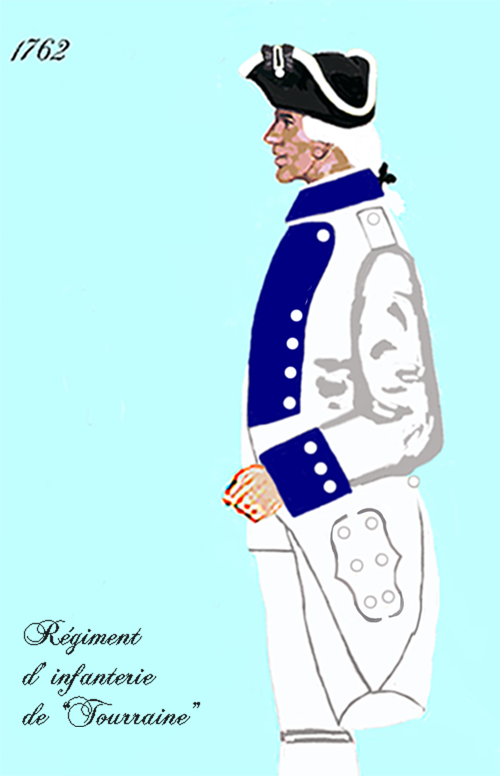
Régiment de Touraine 1762–1776
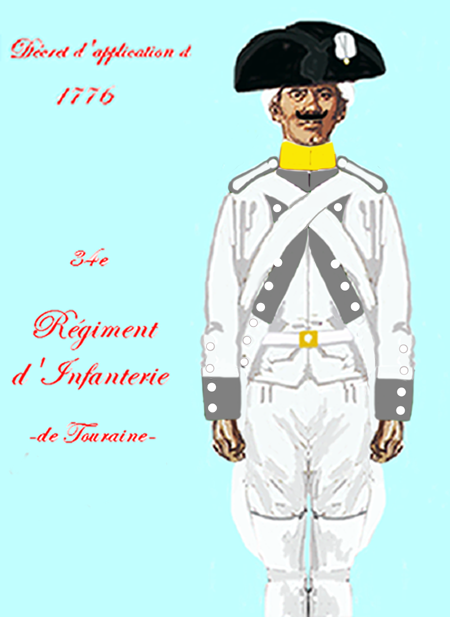
Régiment de Touraine 1776–1779
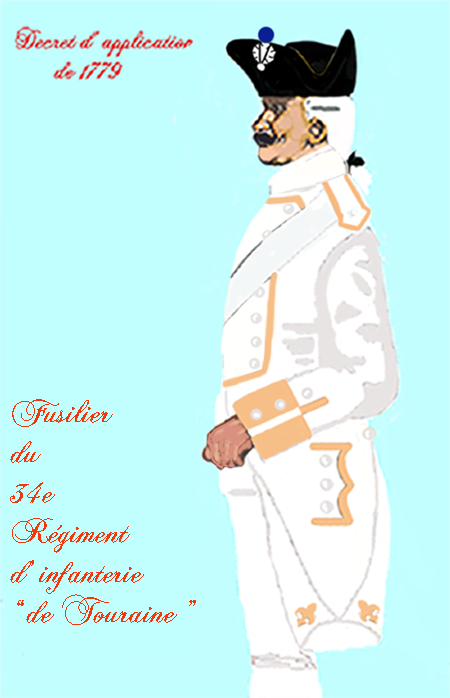
Régiment de Touraine 1779–1791
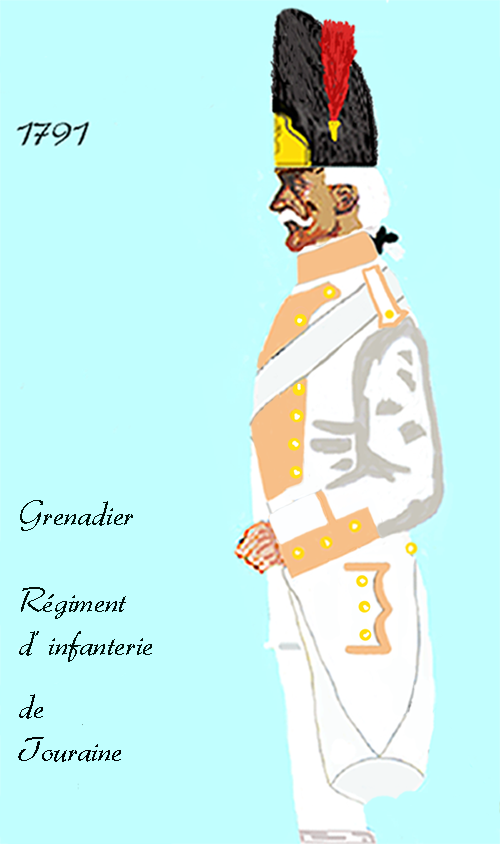
Grenadier des 33e régiment d’infanterie de ligne 1791–1793

## Gefechtskalender

### Hugenottenkriege (1625 bis 1630)
Nach der Aufstellung blieb das Regiment untätig in Angers und wurde bereits am 26. Mai 1626 wieder entlassen. Am 28. Juli 1627 erfolgte die erneute Aktivierung und die Kommandierung zu den Belagerungstruppen vor La Rochelle. Nach der Kapitulation der Stadt wurde das Regiment nach der Île d’Oléron in Garnison gelegt. Von hier aus zog es 1630 zur Armee nach Savoyen. Während des Feldzuges besetzte es Saint-Jean-de-Maurienne. Am 15. August erfolgte der Abmarsch mit der Armee des Maréchal Schomberg zur Eroberung von Veillane. „Plessy-Joigny“ konnte am 19. August die Vororte Chartreux und Capucins besetzen. Das Schloss kapitulierte acht Tage später.

### Dreißigjähriger Krieg (1631 bis 1635)
Im Jahre 1631 folgte das Regiment dem König nach Lothringen, verbrachte den Winter im Elsass und kam 1632 zur Armee in Deutschland (Armée d’Allemagne). Beim Überfall auf die Garnison von Haguenau verlor es seinen Kommandeur, der durch den ersten Capitaine, den Baron de Sainte-Offange, ersetzt wurde. Das nunmehrige „Régiment de Sainte-Offange“ blieb die nächsten zwei Jahre in Lothringen, nahm dort an den letzten Operationen teil und stieß im September 1634 in Ramberweiler zur Armee des Duc de Rohan. Es nahm dann am Winterfeldzug im oberen Elsass teil und wurde im April 1635 durch die Schweiz in das Veltlin geschickt.

### Französisch-Spanischer Krieg (1635–1659)
- 1635: Im Juni des Jahres häuften sich die Verluste, und auch der Baron de Sainte-Offange zählte zu den Gefallenen. Der Marquis de La Frézelière trat dessen Nachfolge an. Am 3. Juli stand das nur noch 700 Mann starke Regiment im Gefecht bei Mazzo und war am 19. Juli am Angriff auf Bormio beteiligt. Am 31. Oktober folgte das Gefecht bei Ferravalle. Am 10. November führte das Regiment den dritten Angriff auf Morbeigno aus.
- 1636: In diesem Jahr war „La Frézelière“ an allen Aktionen rund um den Comer See beteiligt. Für seine Verdienste erhielt es im Mai die weiße Fahne (drapeau blanc) als Leibfahne für den Regimentsinhaber ausgehändigt. Gleichzeitig wurde es in „Régiment de Touraine“ umbenannt, da der bisherige Regimentsinhaber, der Marquis de La Frézelière, zum Maréchal de camp befördert und von der Führung der Einheit abberufen wurde. Das Kommando ging an den Lieutenant-colonel d’Amboise.
- 1639: Das Regiment ging an den Sieur d’Amboise.
- 1640: Nachdem der Winter im Piémont verbracht worden war, zog die Einheit nach Turin, wo sie an der Verteidigung der Zitadelle beteiligt war.
- 1641: Teilnahme an der Belagerung von Yvrée und der Einnahme von Ceva, Pianezza, Mondovi und Coni
- 1642: Einnahme von Crescentino und Nizza, Belagerung von Tortone
- 1643: Belagerung von Trino. In der Nacht vom 23. auf den 24. August wies „Touraine“ drei Ausfälle der Belagerten zurück. Am 27. August zogen die Belagerer in die Stadt ein, das Regiment blieb bis Januar 1650 hier stationiert. In dieser Zeit wurde es von 30 auf 20 Kompanien reduziert, der Mestre de camp d’Amboise wurde zum Maréchal de camp befördert und vom Prinzen Thomas von Savoyen zum Gouverneur ernannt. Das Regiment lag im ständigen Kampf mit den spanischen Garnisonen der benachbarten Orte und unternahm eine gewaltsame Aufklärung gegen Verceil.
- 1650: Nach dem Tod des Mestre de camp d’Amboise kehrte die Einheit nach Frankreich zurück und wurde in der Umgebung von Paris einquartiert. Die Inhaberstelle ging an den Sohn des Gefallenen, Charles-Jules de Neuilly d’Amboise.

Während der unruhigen Zeiten, die der Konflikt der Fronde mit sich brachte, nutzten einige der Regimentskommandanten die schwindende Autorität der Krone, um die von ihnen befehligten Regimenter mit ihrem eigenen Namen auszustatten, auch wenn sie für die Kosten nicht aufkamen. So auch der M. d’Amboise, der dem Regiment „de Touraine“ 1650 seinen eigenen Namen gab.
- 1652: Es stand im Piémont, bis es 1653 von dem Comte de Kercado übernommen wurde. Im folgenden Jahr fiel dieser bei der Belagerung von Stenay.

- 1654: Am 1. Juli 1654 an François Sidrac de Chambellay übergeben (und auch so benannt), wurde die Einheit im gleichen Jahr in Katalonien eingesetzt.

- 1655: Rückkehr nach Italien und Teilnahme an der Belagerung von Pavia. Im folgenden Jahr bei der Belagerung und Einnahme von Valenza und der Einnahme der Schlösser von Varas und Novi. Den letzten Feldzug dieses langen Krieges lag das Regiment in Katalonien, wo es dann bis zum Pyrenäenfrieden verblieb.

### In Frankreich
Nach dem Friedensschluss nach Frankreich zurückgekehrt, wurde es in Blaye stationiert und auf vier Kompanien reduziert. Diese wurden im September 1661 zur Unterdrückung der Unruhen in Montauban eingesetzt.
Seit 1667 führte es den Namen Régiment de Montaigu. Unter diesem wurde es zusammen mit 14 weiteren Regimentern 1669 in Toulon eingeschifft und verlegte zum Entsatz der durch die Türken in Iraklio belagerten Venezianer. Noch im gleichen Jahr kehrte es nach Frankreich zurück und wurde auf die Picardie und Flandern verteilt, wo es bis 1673 verblieb.
Im gleichen Jahr ging das Kommando an den Marquis de La Frézelière über, Enkel des einstigen Mestre de Camp. Gleichzeitig erhielt es den Namen „de Touraine“ zurück, den es bis 1791 behalten sollte.

### Holländischer Krieg (1674 bis 1677)
Unter dem Kommando des Maréchal Prince de Condé war das Regiment 1674 am Feldzug in Flandern beteiligt und verlegte im Mai 1675 zur Armee von Maréchal de Créquy in das Lager bei Charleville. Danach stieß es zu den Truppen unter Turenne, der die Einheit zur Bewachung der Rheinbrücken einsetzte.

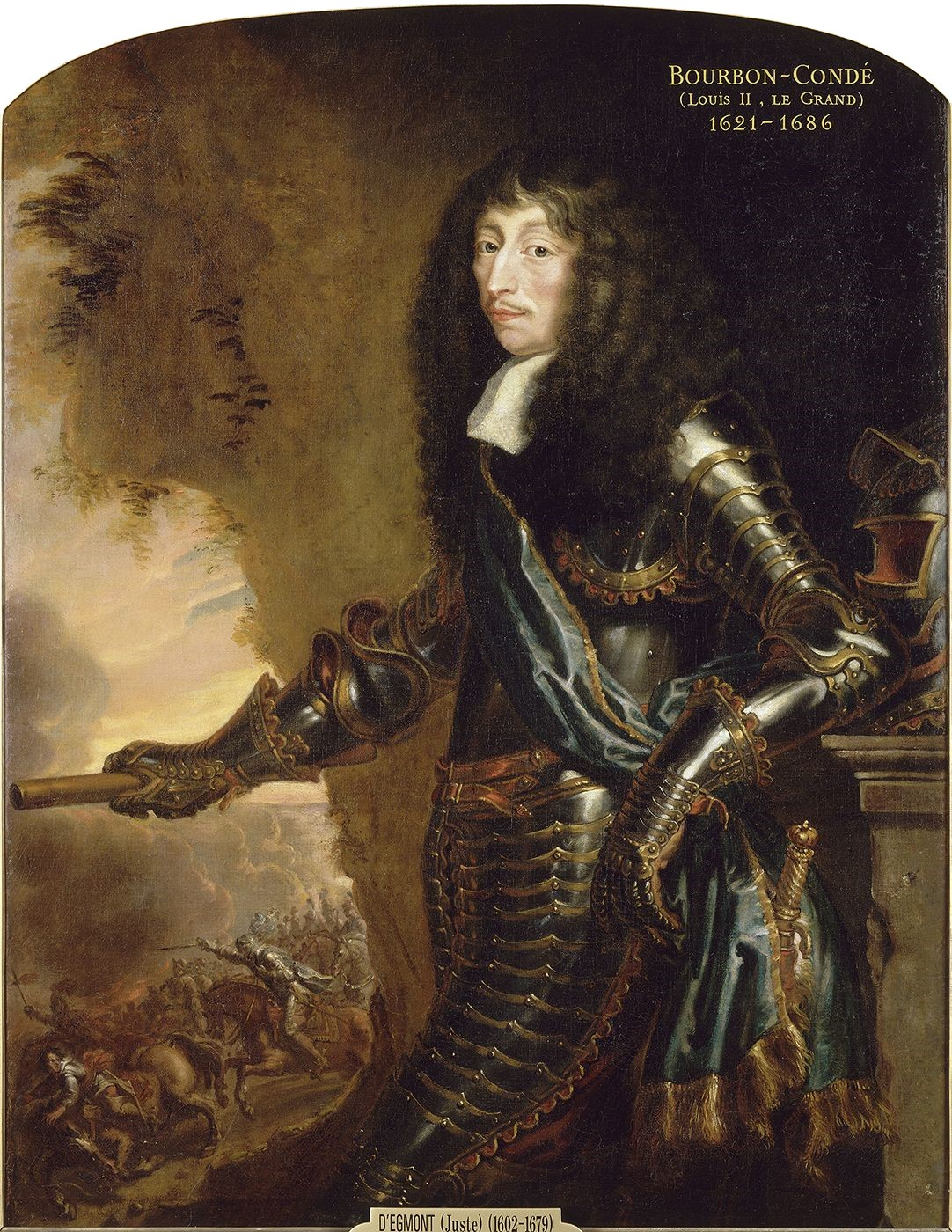
Louis II. de Bourbon, prince de Condé

- 1676: Am 11. Januar 1676 wurde ein Bataillon bei einem erfolgreichen Angriff auf Zweibrücken eingesetzt und anschließend dort als Garnison verwendet. Das andere Bataillon diente am Rhein unter dem Maréchal de Luxembourg.
- 1677: Zur Armee in Flandern kommandiert, nahm „Touraine“ an der Belagerung von Valenciennes teil. Dabei zeichnete es sich so aus, dass der König dem Regiment die Genehmigung erteilte, als besondere Ehre die Munitionstasche der Musketiere zu tragen.

Danach wurde es unter dem Duc d’Orléans bei der Belagerung von Saint-Omer eingesetzt. Zusammen mit dem Régiment de Navarre öffnete es die Gräben. Es blieb zur Überwachung der Belagerungsarbeiten zurück, während die übrige Truppe in der Schlacht bei Cassel die Niederländer unter Wilhelm III. (Oranien) besiegte.
Am 18. April wurde der Regimentskommandeur, der Chevalier de La Frézelière, beim Angriff auf den gedeckten Weg an der Spitze der Kolonne von einer Musketenkugel getötet. Sein Vater übernahm daraufhin wieder die Führung des Regiments. Nach der Einnahme von Saint-Omer wurde „Touraine“ zur Armee nach Deutschland kommandiert, wo es bis zum Friedensschluss der Artillerie zur Verfügung stand.
- November 1677: Belagerung von Freiburg im Breisgau. Ab Juni 1678 zusammen mit dem Régiment de Rouergue an den Kämpfen in Schwaben beteiligt. Im August des gleichen Jahres folgte die Beteiligung an der Einnahme von Kehl. Am 15. Oktober gehörte es zu den Truppen, die das bis dahin als uneinnehmbar geltende feste Schloss Lichtenberg eroberten.

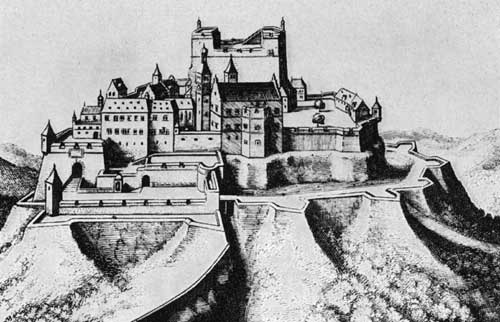
Schloss Lichtenberg nach Merian im Jahre 1663

### Reunionskrieg (1683 bis 1684)
- 1683: Das Regiment lag im Feldlager an der Saar.
- 1684: Die Einheit wurde bei der Belagerung von Luxemburg eingesetzt.

### Pfälzischer Erbfolgekrieg (1688 bis 1697)
- 1688: „Touraine“ stand unter dem Kommando des Dauphin bei der Einnahme von Philippsburg, Mannheim und Frankenthal und verbrachte den folgenden Winter in Mézières und Charleville.
- 1689: Beteiligung an der Eroberung der Kurpfalz unter Maréchal Boufflers, danach Abmarsch an die Mosel. Teilnahme an der Schlacht bei Walcourt. Dann Rückkehr an den Rhein, Belagerung von Mainz und Angriff auf Bruchsal, das sich bereits nach der Abgabe einiger Kanonenschüsse ergab.
- 1690: Einsatz an der Mosel, dann Abstellung zur Armee des Maréchal de Luxembourg und Kämpfe im Brigadeverband mit dem Régiment de Champagne in der Schlacht bei Fleurus, in der es sechs Kanonen erobern konnte. Winterquartier wurde in Furnes genommen.
- 1691: Als Bedeckung der Belagerungsartillerie vor Mons eingesetzt, dabei wurde der Capitaine La Vergne durch eine Kanonenkugel getötet. Nach der Einnahme der Stadt kehrte es zur Armee an den Rhein zurück.
- 1692: Abkommandierung in die Normandie und Einsatz zum Schutz der Küstenbatterien
- 1693: Abstellung zur Armee von Maréchal Nicolas de Catinat im Piemont. Kurze Zeit, nachdem das Regiment dort eingetroffen war, bedrohte der Prinz Eugen die feste Stadt Pinerolo. Das Regiment war mit drei Bataillonen zur Bewachung des Weges nach Perugia abgestellt, wo es bald von überlegenen Kräften angegriffen wurde. Nach hartnäckigem Widerstand musste es sich jedoch zum Gros der Armee zurückziehen und nahm dann ein paar Tage später an den Kämpfen in der vordersten Front beim Dorf Marsaglia teil.
- 1694: „Touraine“ wurde zur Armee nach Katalonien abkommandiert und nahm am Gefecht bei Ter und an der Einnahme von Girone, Palamós, Hostalrich und Castelfollit teil. Im folgenden Jahr verteidigte es Palamós und Hostalrich und zeichnete sich beim Entsatz von Castelfollit aus, wo es zusammen mit dem Régiment de Sault die spanischen Gräben attackierte. Nach dem Ende der Belagerung wurde das Regiment bis 1696 in Castelfollit stationiert. Danach zog es wieder nach Italien, wo es bei der Belagerung von Valenza eingesetzt wurde. Nach dem Friedensschluss mit dem Herzog von Savoyen kehrte es nach Katalonien zurück und war dort 1697 an der Belagerung von Barcelona beteiligt.

### Spanischer Erbfolgekrieg (1701 bis 1714)
- 1701: Das Regiment, bestehend aus zwei Bataillonen, wurde zur Okkupationsarmee nach Spanisch-Flandern abkommandiert. Hier nahm es im folgenden Jahr am Gefecht bei Nimwegen teil.
- 1703: Verlegung zur Armee nach Deutschland. Ab dem 25. Februar Einsatz an der Belagerung von Trarbach, dann bei der Verteidigung von Bonn und der Belagerung von Breisach. Es folgte die Belagerung von Landau, wo es am 21. Oktober einen Ausbruchsversuch der Belagerten zurückweisen konnte. Am 3. November konnte die Einheit, zusammen mit dem Régiment de Royal-Italien, bei einem Angriff auf die linke Contregarde bis zu den inneren Gräben vordringen. Am 15. November fand die Schlacht am Speyerbach statt, an der das Regiment beteiligt war. Da die Festung Landau unmittelbar danach kapitulierte, waren die Truppen freigeworden, und „Touraine“ wurde unverzüglich nach Italien in Marsch gesetzt.
- 1704 bis 1706: Unmittelbar nach ihrer Ankunft nahm die Einheit bereits an der Belagerung von Susa teil, wo die Grenadiere die Höhen von Brunette wegnehmen konnten. Es folgte die Eroberung des Val de San Martin und der Angriff auf den Stützpunkt Rochetaille im Aostatal. Winterquartier wurde in Pinorolo bezogen.

Im folgenden Jahr nahm es das befestigte Schloss Castello und war an der Belagerung von Villefranche sowie an der Besetzung von Nizza beteiligt. Es folgten die Belagerung von Chivasso und der Einsatz in der Schlacht bei Cassano.
Am 19. April 1706 stand es im Gefecht bei Calcinato und marschierte danach nach Turin. Am 7. September verteidigte das Regiment verlustreich seinen Teil der Wälle. Am Abend des Tages waren nur noch 447 Männer einsatzfähig. Während des Abzuges bildete „Touraine“ die Nachhut. Es arbeitete daran, den Rückzugsweg befahrbar zu machen, und rettete so die Artillerie, die dazu nicht mehr in der Lage war.
- 1707: Abkommandierung zur Armee in die Dauphiné. Es war bei der Sicherung von Toulon eingesetzt, das von österreichisch-sardinischen Truppen bedroht wurde.
- 1708: Verlegung an den Rhein. Bereits im Juli marschierte es nach Flandern, um dort die Streitkräfte zu verstärken, und wurde in der Schlacht bei Oudenaarde eingesetzt. Danach kam es zur Garnison in Lille und geriet dort sofort in die Belagerung der Stadt. In dieser lange andauernden Angelegenheit konnte sich „Touraine“ durch Tapferkeit und diszipliniertes Verhalten auszeichnen, insbesondere beim Ausfall am 11. September, bei dem der Lieutenant-colonel La Cassagne-Maurin so schwer verwundet wurde, dass er sich nicht mehr erholte und im folgenden Jahr verstarb. Der Capitaine du Daugnon verteidigte mit seiner Kompanie 37 Tage lang seinen Grabenabschnitt, wobei er vier Angriffe abwehren konnte.
- 1709 bis 1712: Schlacht bei Malplaquet. Im folgenden Jahr war es im Brigadeverband mit dem Régiment de Piémont an der Verteidigung von Douai beteiligt, und 1712 bildete es die Besatzung von Maubeuge. Nach der Schlacht bei Denain verließ das Regiment die Stadt und stieß zur Armee, mit der es an der Rückeroberung von Douai, du Quesnoy und Bouchain teilnahm.
- 1713 bis 1714: Zur Armee nach Deutschland versetzt, nahm das Regiment am Gefecht bei Speyer und an der Einnahme der Stadt sowie der von Kaiserslautern und Landau teil. Weiterhin war es am Sieg über die Truppen des österreichischen Generals Vaubonne im Schwarzwald und an der Belagerung von Freiburg im Breisgau beteiligt. Nach dem Frieden von Rastatt kehrte es nach Frankreich zurück und wurde im Januar 1714 durch das Personal der aufgelösten Regimenter „de Montsorreau“ und „de Sébeville“ aufgefüllt. Am 19. November des gleichen Jahres wurde das aufgelöste Regiment „de Bellisle“ eingegliedert.

### Krieg der Quadrupelallianz
„Touraine“ war 1719 am Pyrenäenfeldzug eingesetzt und nahm an den Belagerungen von Fontarabie, Saint-Sébastien und La Seu d’Urgell teil. Weiterhin stand es bei den Blockadetruppen vor Roses.

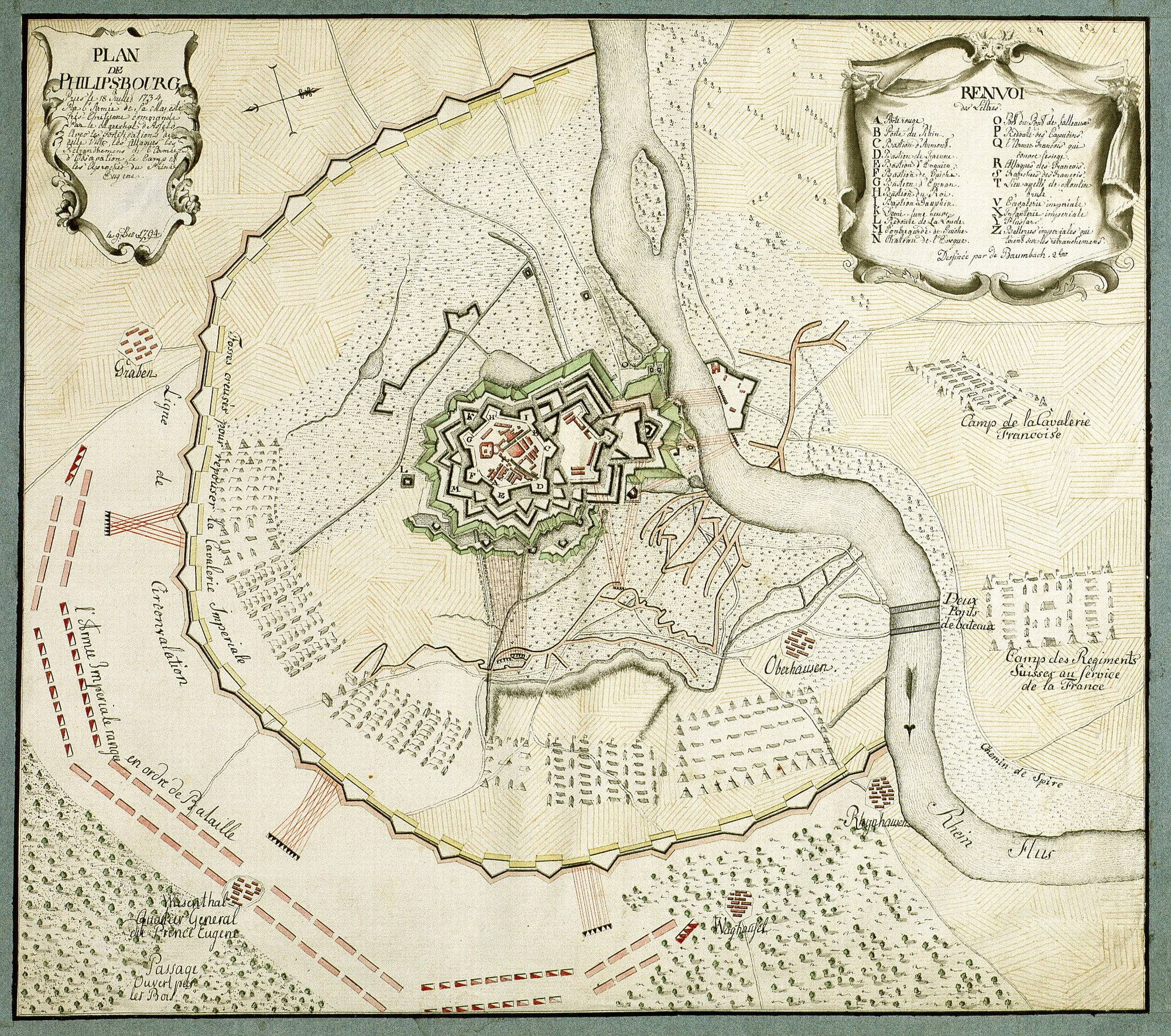
Belagerung von Philippsburg 1734

### Spanischer Thronfolgekrieg
Hier erfolgte 1733 die Teilnahme an der Belagerung der Festung Kehl. Im folgenden Jahr war das Regiment, inzwischen auf drei Bataillone verstärkt, bei der Einnahme von Trarbach, im Gefecht bei Ettlingen sowie in der Belagerung von Philippsburg und von Worms eingesetzt. 1735 folgte die Teilnahme am Gefecht bei Klausen. Nach dem Friedensschluss wurde der Einheit Saarlouis als Garnison zugewiesen.

### Österreichischer Erbfolgekrieg
- 1741: Im Juli marschierte das Regiment über Fort-Louis nach Österreich. Am 25. Oktober überquerte es bei Krems die Donau. Inzwischen hatte sich jedoch der Verbündete der Franzosen, der Kurfürst von Bayern, wieder zurückgezogen, und die Brigade wurde am 28. Oktober nach Sierning dirigiert. Während die Armee in Richtung Prag marschierte, sicherte das Regiment an der Enns. Die drei Bataillone der Einheit zogen dann nach Steyr, wo sie im Dezember von einem Korps des Feldmarschalls Khevenhüller bedroht wurden. Daraufhin erfolgte der geordnete Rückzug nach Linz, wo es an der Verteidigung der Stadt teilnahm. Die Capitaines Comminges, Bermont und Lassayette fielen während der Kämpfe, der Lieutenant-colonel de Vigneux wurde schwer verwundet.
- 1742: Nach Frankreich zurückgekehrt, wurde die Einheit im folgenden Jahr der Armee von Maréchal de Noailles zugeteilt. Es folgte der Marsch zum Rhein bis nach Speyer, am 27. und 28. August lag es in der Umgebung von Heidelberg. Dann, im Brigadeverband mit dem Régiment d’Auvergne, Teilnahme an der Schlacht bei Dettingen. Dabei fielen drei Capitaines, ein Lieutenant und 50 Soldaten des Regiments. 53 Mann wurden verwundet, einschließlich des Lieutenant-colonel de Vigneux, der einen Schuss in die Schulter erhielt.

„Touraine“ beendete den Feldzug im Elsass, wo es zu Reparaturarbeiten an den Abwehrstellungen der „Lignes de la Lauter“ zwischen Scheibenhard und der Brücke von Salmbach eingesetzt wurde.
- 1744 bis 1746: Verlegung nach Flandern, wo das Regiment zur Deckung der Belagerungstruppen von Menen eingesetzt war. Es folgten Einsätze bei der Einnahme von Ypern und Furnes. Den Rest des Feldzuges verbrachte es im Feldlager von Kortrijk.

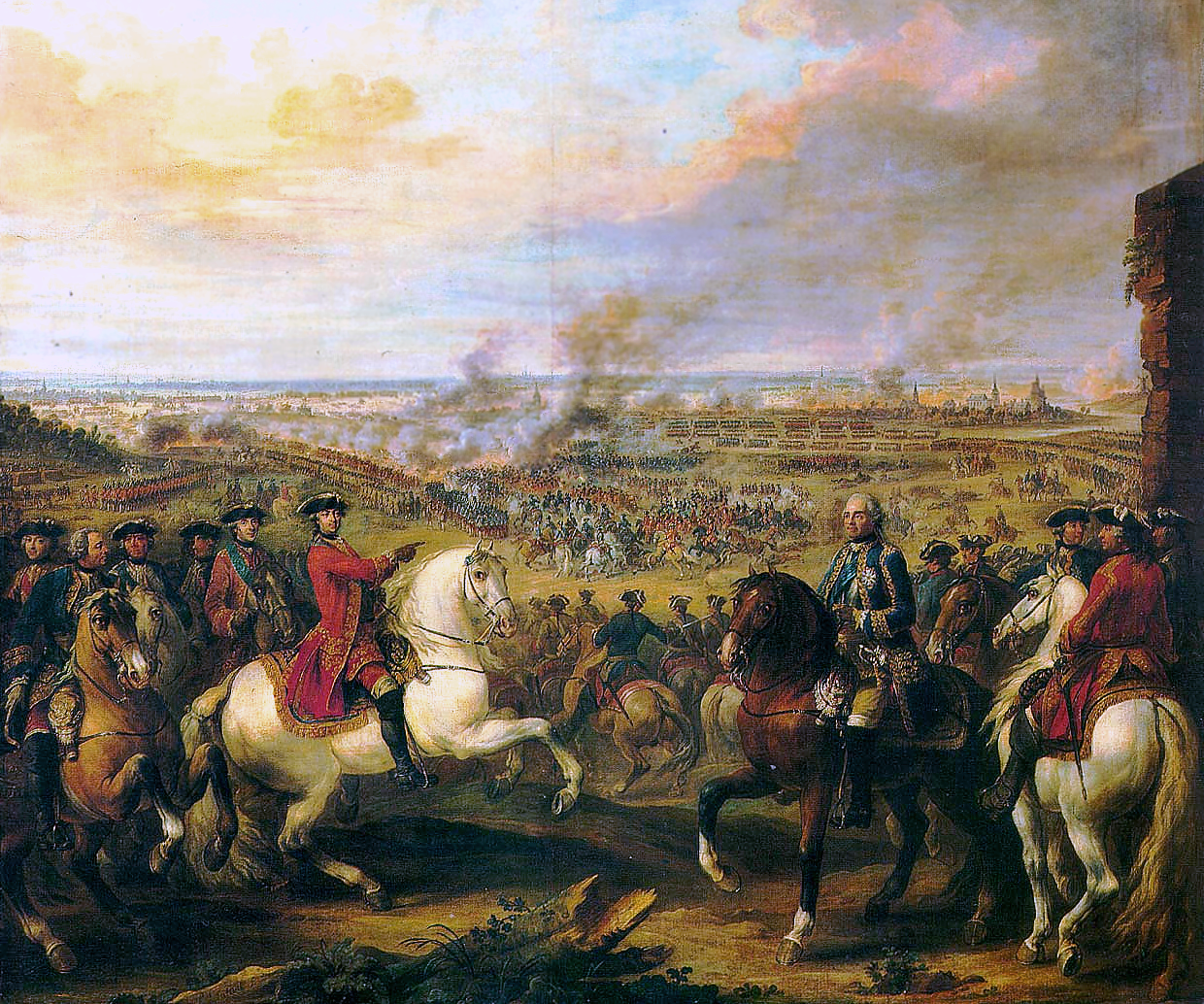
Schlacht bei Fontenoy

Im Jahre 1745 war „Touraine“ an der Belagerung von Tournai beteiligt und kämpfte im Verband mit dem „Régiment d’Auvergne“ in der Schlacht bei Fontenoy. Nach der Einnahme von Tournai kämpfte es noch bei der Belagerung von Oudenaarde, Termont und Ath. Der Feldzug wurde 1746 mit der Belagerung von Namur fortgesetzt, ebenso war das Regiment im Verband zusammen mit dem Régiment de Champagne nach einigen Monaten im Feldlager von Wespelaëre am Gefecht bei Roucoux beteiligt. Für den Feldzug des Jahres 1747 auf vier Bataillone verstärkt, lag es zunächst im Feldlager von Mechelen.
- 1747 bis 1749: Teilnahme an der Schlacht bei Lauffeldt mit anschließender Rückkehr nach Mechelen. Danach wurde „Touraine“ zum Comte Ulrich von Löwendal zur Belagerung von Bergen op Zoom abgestellt und traf am 10. August vor der Festung ein. Am 24. August rückte es in seinen Belagerungsabschnitt vor dem Fort de Roowers, verhinderte am 30. August einen Ausfall der Festungsbesatzung und nahm am 16. September am Generalangriff teil, der zur Kapitulation von Bergen op Zoom führte. Am 25. September zog es ab und beendete den Feldzug im Feldlager von Kapellen. 1748 erfolgte noch die Beteiligung an der Belagerung von Maastricht. Im folgenden Jahr wurde die Einheit auf zwei Bataillone reduziert und nach Metz in Garnison gelegt.

### Siebenjähriger Krieg
- 1757: Das Regiment wurde der Armee von Maréchal d’Estrées zugeteilt. Es folgte die Teilnahme an der Schlacht bei Hastenbeck und an der Eroberung des Kurfürstentums Hannover. Im Oktober wurde im Brigadeverband mit dem Régiment de La Marine Halberstadt erreicht, wo beide in die Armee von Charles de Rohan, prince de Soubise, eingegliedert wurden. Gleich nach der Ankunft wurde „Touraine“ nach Oldendorf kommandiert, wo es galt, den Rückzug des Marschalls Keith nach Leipzig zu stören. Das Regiment stand in der Schlacht bei Roßbach und musste sich nach der Niederlage zum Rhein zurückziehen. Hier wurde es in der Gegend von Düsseldorf einquartiert.
- 1758: Am 28. Juni kämpfte es mit Auszeichnung in der Schlacht bei Krefeld. Am linken Flügel der Armee in einem Wald am Ufer der Niers aufgestellt, stand es mehr als drei Stunden unter schwerem feindlichem Artilleriefeuer und konnte anschließend drei feindliche Angriffe abweisen. Dabei erlitt es schwere Verluste und fand sich nach dem Rückzug unter den Mauern von Köln wieder. Im gleichen Jahr kämpfte es noch in der Schlacht bei Lutterberg.

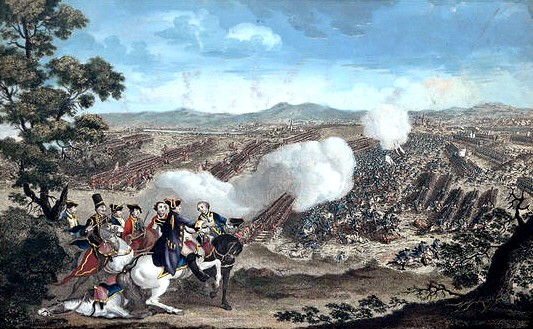
Schlacht bei Minden

- 1759: Am 1. August konnte das Regiment in der Schlacht bei Minden die in Unordnung geratene Kavallerie retten, indem es sich zu deren Schutz aufopferte. Die Anstrengungen, die „Touraine“ bei dieser Aktion unternahm, werden durch die Verluste belegt. Die Capitaines Gimel, Delmas, Prisy, Moyencourt, Pithieuville und Carlot sowie die Lieutenants Sailly, Bressoles, Charlot, Langlois, Saint-Hilaire und Tourtiel fielen, weitere 35 Offiziere wurden verwundet. Während der Gegner Münster belagerte, gelang es dem Regiment am 19. November, dessen Lager bei Albachten anzugreifen und zu verwüsten.
- 1760: In der Schlacht bei Warburg hatte das Regiment ähnlich hohe Verluste zu erleiden wie im Jahr zuvor bei Minden.
- 1761: Am 3. Juli konnte sich die Einheit erneut auszeichnen, als es im Gefecht bei Schaafhausen stand. Am 15. Juli konnte zusammen mit dem „Régiment de Piémont“ im Gefecht bei Scheidingen ein Sieg errungen werden, dessen Ergebnis aber durch die Niederlage in der Schlacht bei Vellinghausen wieder zunichtegemacht wurde.
- 1762: Das Regiment kehrte nach Frankreich zurück und wurde in Maubeuge stationiert. Am 10. Dezember erfolgte die Eingliederung des aufgelösten „Régiment de Flandre“.

### Friedenszeit und Garnisonswechsel
Verlegung nach Valenciennes im Mai 1763, nach Givet im Mai 1764, nach Calais im November 1784, nach Straßburg im Oktober 1766, in das Camp Verberie im Juli 1769 und dann nach Lille und nach Verdun im September 1770, nach Nancy im Dezember 1770, nach Metz im September 1772 und nach Montpellier im Oktober 1774.
Hier wurde die Einheit geteilt, das 2. und das 4. Bataillon wurden zur Aufstellung des Régiment de Savoie-Carignan abgegeben.
„Touraine“ übernahm in der Rangfolge jetzt die Nummer 23, was nach der Verdoppelung der Alten Regimenter (les vieux corps) in 34 geändert wurde.
Im Januar 1776 erfolgte die Verlegung nach Alès, im November des gleichen Jahres nach Verdun und im Oktober 1777 nach Metz. Im folgenden Jahr befand es sich im Camp de Vaussieux im Pays de Caux und kam im Oktober nach Arras. 1779 wurde die Einheit in die Bretagne verlegt, wo Hennebont von Mai bis November als Garnison diente. Anschließend erfolgte die Einschiffung nach Amerika.

### Amerikanischer Unabhängigkeitskrieg
- 1780: Am 12. April 1780 wurde ein Détachement auf der Flotte des Comte de Guichen eingeschifft und nahm darauf an drei Gefechten gegen die Schiffe des Admiral Rodney teil.
- 1781 bis 1782: Das Regiment hielt sich dann in Santo Domingo auf, bis der vormalige Colonel des Regiments, der Marquis de Saint-Simon, als Truppenbefehlshaber die Order erhielt, die kleine französische Armee von Rochambeau auf dem Kontinent zu verstärken. Die Regimenter Agénois, Gâtinais und Touraine wurden auf die Schiffe von de Grasse verladen und am 15. August 1781 in der Chesapeake Bay an Land gesetzt. Hier nahm das Regiment an der Einnahme von Yorktown (Virginia) teil und kehrte nach der Kapitulation von General Cornwallis nach den Antillen zurück. Nach kurzer Ruhezeit in Martinique schiffte es in den letzten Tagen des Jahres auf den Schiffen von de Grasse ein und erreichte am 11. Januar 1782 die Insel Saint-Christophe. Nach der Anlandung wurden die Grenadiere und Jäger, zusammen mit denen des Régiment d’Agenois, zur Bewachung des Hafens von Basseterre zurückgelassen. Die Füsiliere und die anderen Truppen rückten gegen Brimstone Hill Fortress vor.

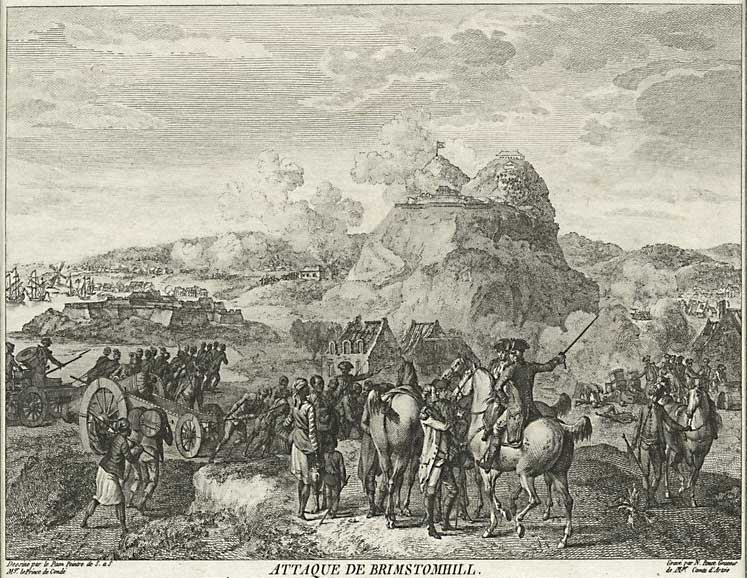
Belagerung von Brimstone Hill

Am 28. Januar wurden die am Hafen zurückgebliebenen Grenadiere und Jäger von etwa 1.300 Engländern angegriffen, die auf der Insel verblieben waren. Nach anderthalbstündigem, verbissenem Kampf waren die Engländer bereit aufzugeben, wenn man sie abziehen lassen würde.
Die Festung Brimstone Hill kapitulierte am 12. Februar.
- 1782: In diesem Jahr war das Regiment am 9. und 12. April noch in Kämpfe zwischen dem Comte de Frasse und dem Admiral Rodney verwickelt.

### Wieder in Frankreich
- 1783: Rückkehr nach Frankreich mit Garnison in Avesnes
- 1787 bis 1788: Verlegung zuerst in die Normandie und dann in die Bretagne. Garnisonen waren Bayeux, Saint-Servan und Rennes. Im Jahre 1788 Verlegung nach Perpignan.
- 1791: Verlegung nach Bayeux, dann nach Cherbourg und im November nach Mézières

### Kriege der Revolution und des Ersten Kaiserreichs
- 1792: Im März befand sich das Regiment in Verdun, und im folgenden Monat wird es in Toul, Hochfelden und Belfort erwähnt. Das 1. Bataillon war dann an der Besetzung von Pruntrut beteiligt. Dieses Bataillon, in dem der spätere General Hoche als Leutnant diente, wurde danach nach Thionville beordert und bei der Verteidigung der Festung eingesetzt.
- 1793: Zu Armée du Rhin (Rheinarmee) abgestellt. Hier konnte sich „Touraine“ in der Zweiten Schlacht bei Weißenburg, in der Schlacht bei Kaiserslautern, beim Angriff auf Bischweiler und beim Entsatz der Belagerung von Landau (Pfalz) auszeichnen.
- 1794: Im Zuge der Premier amalgame wurde der Regimentsverband aufgelöst. Das 1. Bataillon wurde in die 65e demi-brigade und das 2. Bataillon in die 66e demi-brigade eingegliedert. Hier endete zunächst die Traditionslinie des Regiments, die erst 1803 von dem neuen 33e régiment d’infanterie fortgeführt wurde.
- 1805: Schlacht bei Austerlitz
- 1809: Schlacht bei Wagram
- 1812: Schlacht bei Borodino

### Julimonarchie
- 1830: Mit Anordnung vom 18. September wurde ein viertes Bataillon aufgestellt. Der Personalbestand betrug demnach 3.000 Mann.[6]

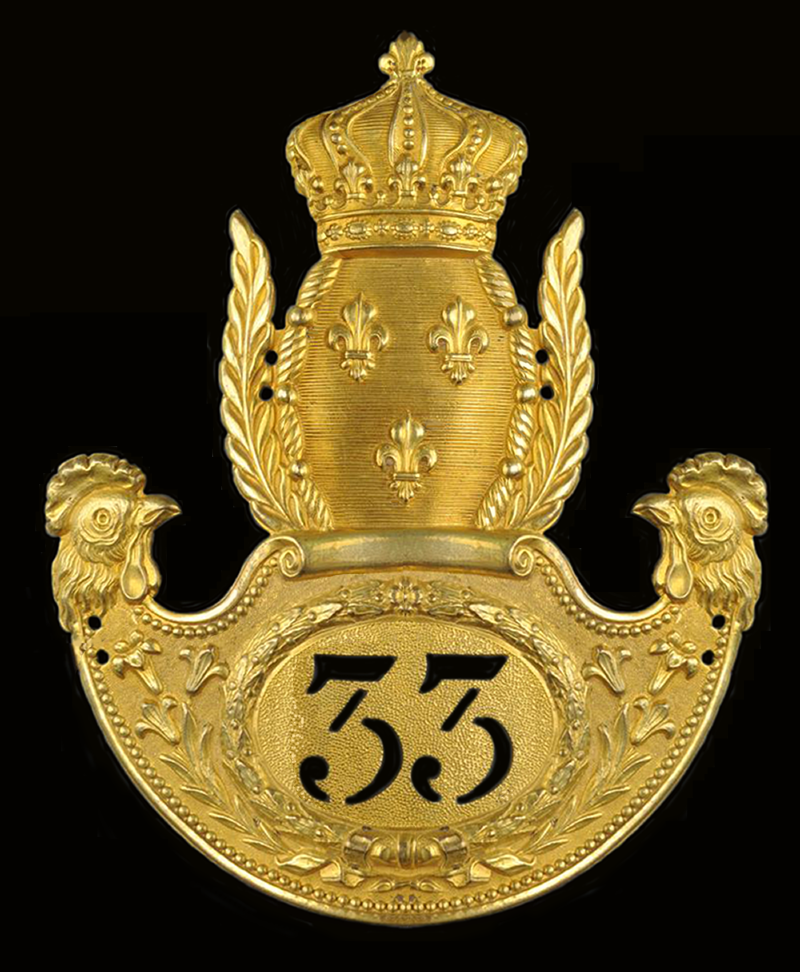
Emblem am Offizierstschako nach 1815

### Zweites Kaiserreich
- 1859: Sardinischer Krieg

Schlacht bei Solferino

### Deutsch-Französischer Krieg
- 1870: Zusammen mit dem 15e régiment d’infanterie de ligne und dem „2e bataillon de chasseurs à pied“ (2. Bataillon der Jäger zu Fuß) bildete das 33e RI die 1. Brigade unter dem Befehl von Général Comte Pajol. Zusammen mit der 2. Brigade (Général Berger), vier Batterien Feldgeschützen und einer Batterie Mitrailleusen gehörte sie zur „3e division d’infanterie“ von Général de division Latrille comte de Lorencez. Diese wiederum unterstand dem 4. Armeekorps von Général de division de Ladmirault in der Armée du Rhin.

25. Juli 1870: Gefecht an den Vorposten von Bouzonville
14. August 1870: Schlacht bei Colombey
18. August 1870: Schlacht bei Gravelotte

### Erster Weltkrieg
Bei Kriegsausbruch 1914 war das Regiment in Arras stationiert.
- 1914:

15. August: Schlacht bei Dinant
24. August: Schlacht an der Sambre
29. August: Schlacht bei St. Quentin
5. bis 12. September: Erste Schlacht an der Marne
- 1915:

Herbstschlacht in der Champagne
Stellungskämpfe an der Aisne
- 1916:

Schlacht um Verdun
Schlacht an der Somme
- 1917:

Schlacht an der Aisne (1917)
Dritte Flandernschlacht – Einsatz bei Passchendaele
- 1918:

Schlacht an der Aisne (1918)
Schlacht an der Marne (1918)
Verfolgungskämpfe im Elsass und an der Oise

### Zweiter Weltkrieg
Das Regiment kämpfte im Rahmen seiner Möglichkeiten und löste sich nach der französischen Niederlage auf.

### Nachkriegszeit
In den 1980er Jahren wurde die Einheit in 33e RID (Régiment d’infanterie divisionnaire) umbenannt. Es gehörte damit zur taktischen Reserve.
In den 1990er Jahren wurde es zum inaktiven Unterstützungsregiment und als Aufwuchsverband dem 43e régiment d’infanterie unterstellt. Der (aktive) Kommandant der Einheit war gleichzeitig stellvertretender Regimentskommandant des 43e RI.
1995 wurde das „33e RI“ endgültig aufgelöst, das verbliebene Personal wurde in die 5. Kompanie des „43e RI“ eingegliedert.

## Regimentsfahne
Auf der Rückseite der Regimentsfahne sind (seit Napoleonischer Zeit) in goldenen Lettern die Feldzüge und Schlachten aufgeführt, an denen das Regiment ruhmvoll teilgenommen hat.

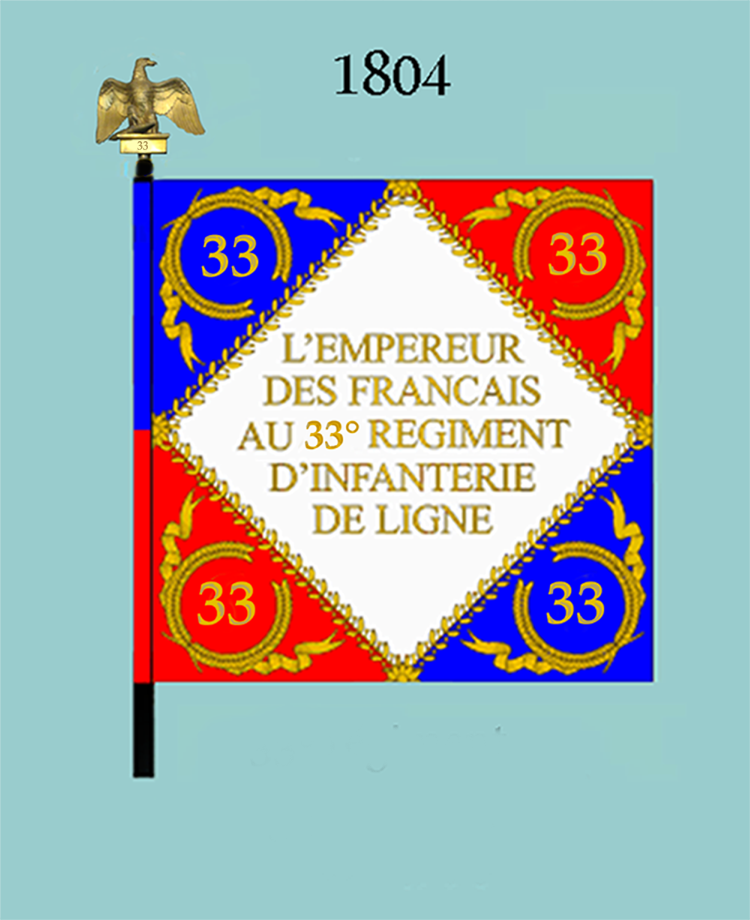
1804 bis 1812
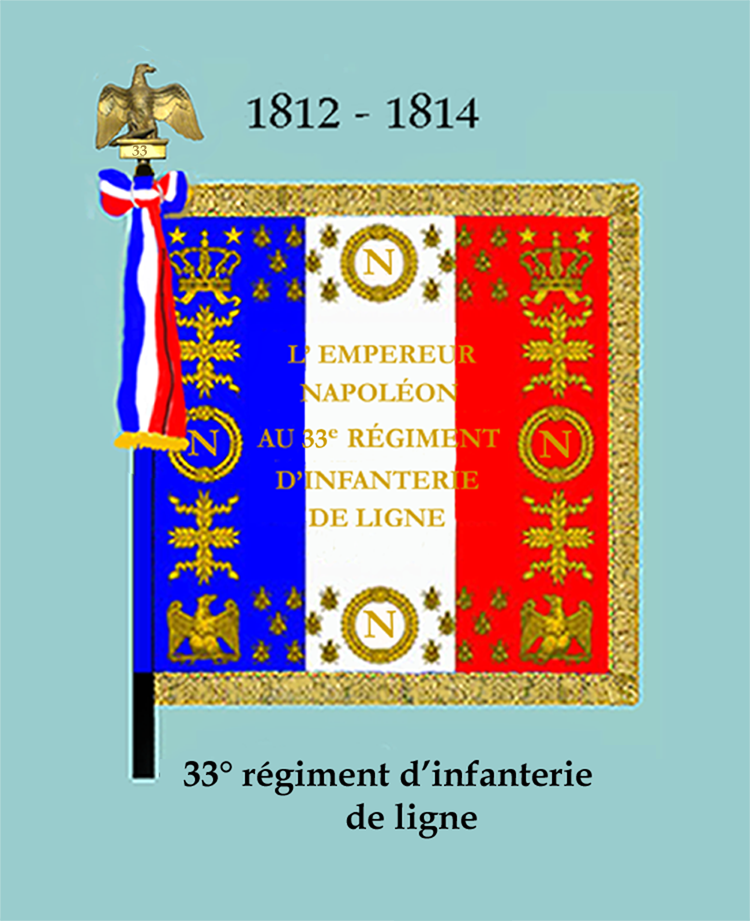
1812 bis 1814
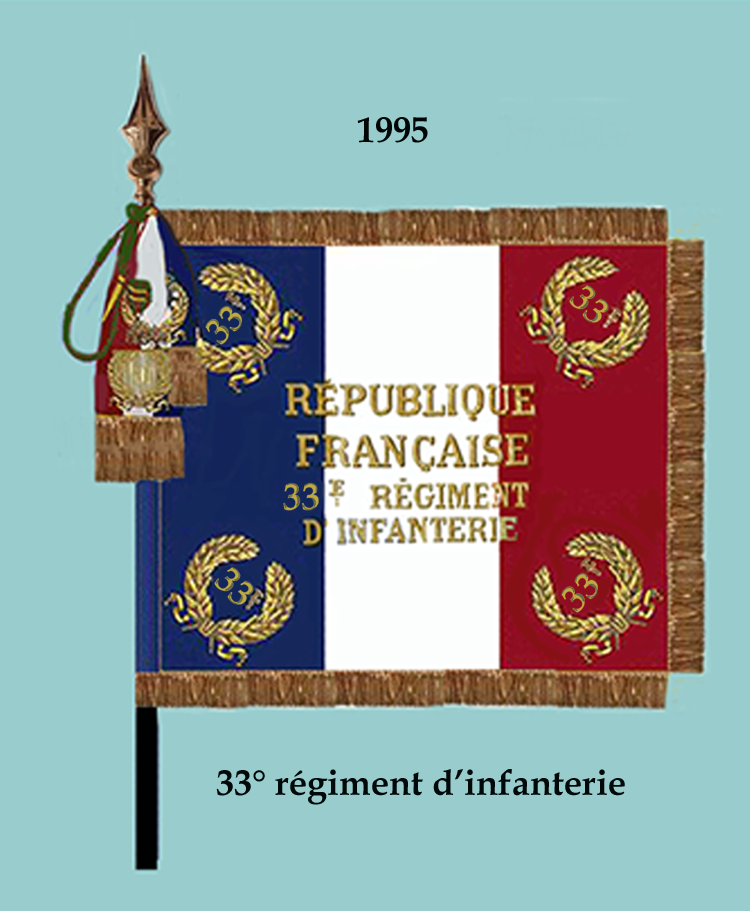
Vorderseite seit 1880
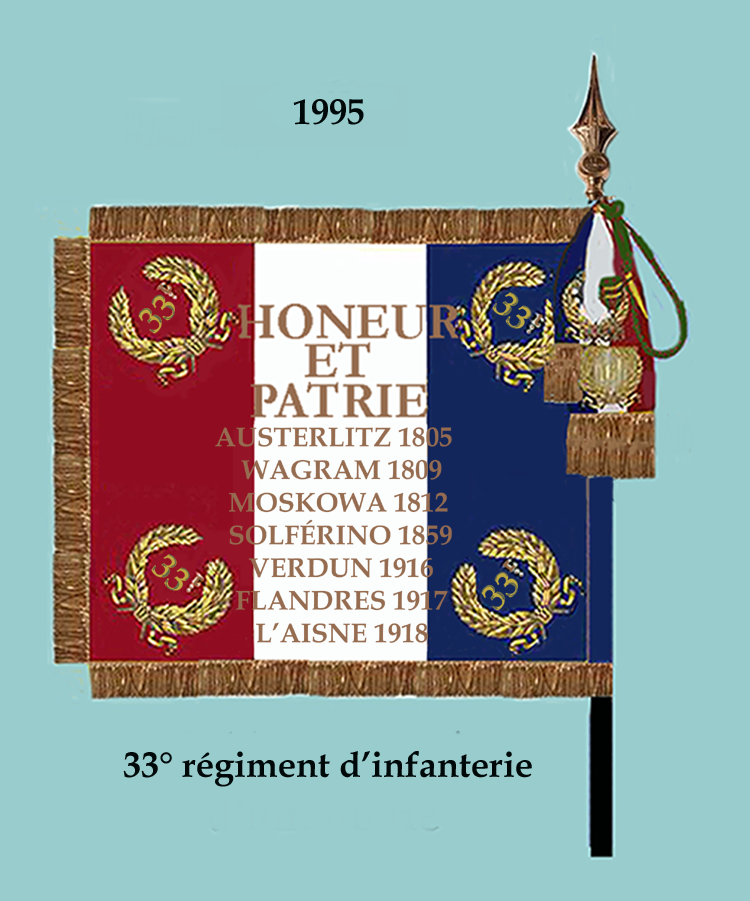
Rückseite seit 1880

## Auszeichnungen
Das Fahnenband ist mit dem Croix de guerre 1914–1918 mit zwei Palmenzweigen für zweimalige lobende Erwähnung im Armeebericht ausgezeichnet. Die Angehörigen des Regiments haben seit dem 3. September 1918 das Recht, die Fourragère in den Farben des Croix de guerre 1914–1918 zu tragen.

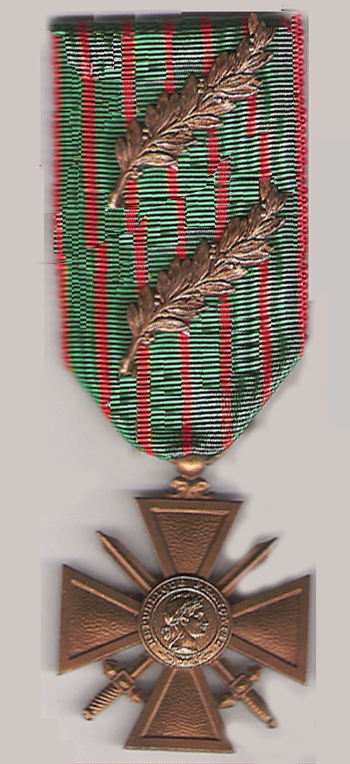
Croix de guerre mit zwei Palmenzweigen

## Bekannte Angehörige des Regiments
- Lazare Hoche als Lieutenant und Capitaine von 1792 bis 1793
- Charles de Gaulle als Capitaine von 1914 bis zu seiner Gefangennahme 1916
- Philippe Pétain als Regimentskommandant von 1911 bis 1914
- Jean Thurel, Füsilier von 1716 bis 1792